# The Headphone Masterpiece
Albums de Cody Chesnutt
Black Skin No Value
The Headphone Masterpiece est le premier album studio signé par l'artiste de RnB contemporain Cody Chesnutt. Il est sorti en septembre 2002. L'album a été enregistré dans sa chambre avec un enregistreur 4 pistes.

## Liste des titres
Toutes les chansons sont écrites et composées par Cody Chesnutt.
| 1.  | Magic in a Mortal Minute          | 0:38 |
| 2.  | With Me in Min (avec Sonja Marie) | 3:51 |
| 3.  | Upstarts in a Blowout             | 3:04 |
| 4.  | Boylife in America                | 2:21 |
| 5.  | Bitch, I'm Broke                  | 1:59 |
| 6.  | Serve This Royalty                | 5:42 |
| 7.  | The Seed                          | 3:24 |
| 8.  | Enough of Nothing                 | 0:58 |
| 9.  | Setting the System                | 0:46 |
| 10. | The Most Beautiful Shame          | 0:49 |
| 11. | Smoke and Love                    | 3:38 |
| 12. | Michelle                          | 3:08 |
| 13. | No One Will                       | 2:59 |
| 14. | Batman vs. Blackman               | 1:02 |
| 15. | Up in the Treehouse               | 2:08 |
| 16. | Can't Get No Betta                | 3:32 |
| 17. | She's Still Here                  | 2:15 |
| 18. | Can We Teach Each Other           | 4:02 |
| 19. | The World Is Coming to My Party   | 4:26 |
| 20. | Brother with an Ego               | 0:13 |
| 21. | War Between the Sexes             | 1:36 |
| 22. | The Make Up                       | 2:31 |
| 23. | Out of Nowhere                    | 1:45 |

| 1.  | Family on Blast                    | 3:55 |
| 2.  | My Women, My Guitars               | 3:15 |
| 3.  | Somebody's Parent                  | 1:46 |
| 4.  | When I Find Time                   | 4:03 |
| 5.  | Eric Burdon                        | 2:41 |
| 6.  | Juicin' the Dark                   | 4:56 |
| 7.  | 5 on a Joyride                     | 3:32 |
| 8.  | Daylight                           | 0:49 |
| 9.  | So Much Beauty in the Subconscious | 2:03 |
| 10. | Daddy's Baby                       | 2:37 |
| 11. | If We Don't Disagree               | 3:23 |
| 12. | Look Good in Leather               | 3:55 |
| 13. | 6 Seconds                          | 4:28 |